# Åkermolke
Åkermolke (Sonchus arvensis) är en växtart i familjen korgblommiga växter, en stickfibbla.

## Beskrivning

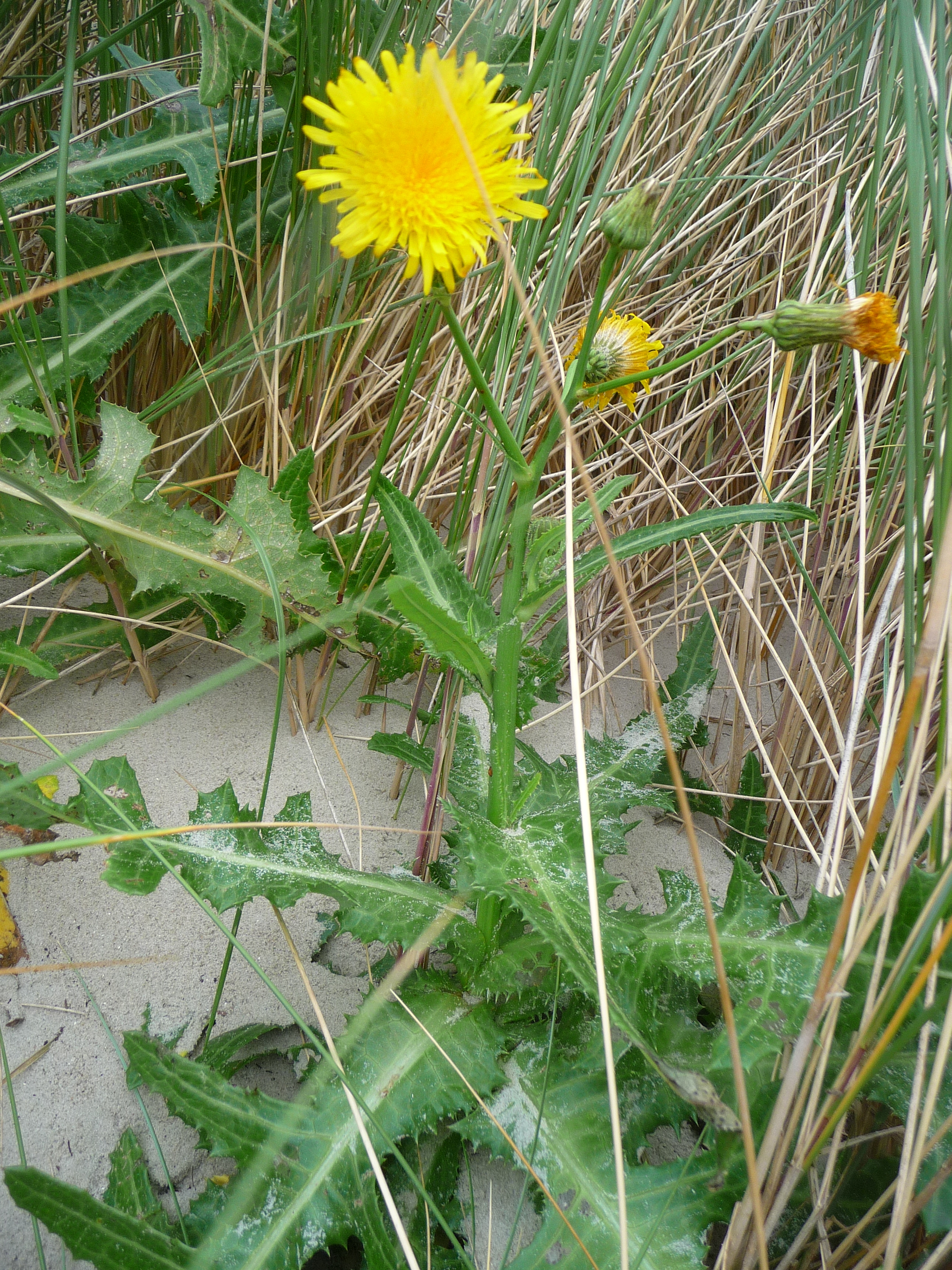

Åkermolke är ett perent (flerårigt) ogräs som sprids med både rotutlöpare och frö. Detta gör att det är ett svårutrotat ogräs, i och med att ogräset sprider sig genom såväl frön som uppstickande rotskott från ett vittutgrenat rotsystem. Den är särskilt besvärlig i åkrar odlade enligt ekologiska principer, men kan bekämpas med upprepad sönderdelning och plöjning.
Denna växt blir 50–130 cm hög. Stjälken är skör och saftig då plantan innehåller mjölksaft. Ogräset har en nyans av färgen blågrön. Blomningstiden är juli–september, men inte förrän på andra årets skott. Blommorna är gula och blomkorgarna är cirka 40–50 mm stora.
Rotsystemet med sina utlöpare och rötter befinner sig cirka 0–20 centimeter ner i marken. Men från utlöparna tar sig rötter ner på djup på ungefär 1 meter. Utlöparna är förgrenade och inte så hållbara.
Frukten är en hårpenselförsedd nöt som väger 0,5 mg. Varje blomkorg ger 150–200 frön. Fröna kan spridas långa sträckor med vinden. Växten är självsteril, varför insekter krävs för pollinering till fertila frön. Fröet överlever ca 1–5 år i marken.

## Kännetecken
Hjärtbladen är omvänt äggformade, glatta med ett mått på 5–8 mm långa blad som sitter på ett kort skaft. Medan örtbladen är lite längre det vill säga 9–18 mm, även dessa ovala men har däremot hår och är tandade men dock i en mindre utsträckning. Vid utveckling av senare skede så har örtbladen grovt flikiga bladkanter och lansettliknande.

## Bekämpning
Förebyggande åtgärder som kan göras är att ha en god dränering men också använda sig av grödor som etablerar sig bra och är konkurrenskraftiga. Vid stora problem med åkermolke är höstsådda grödor att föredra.
Kontrollåtgärder som jordbearbetning som plöjning och harvning kan minska problemet med åkermolke. Vid sådd på våren bör plöjning ske precis innan eftersom åkermolke då är försvagad efter den fysiologiska vilan under vintern. Men också ett flertal avslagningar vid ogräset kompensationpunkt kan försvaga ogräset. Även svartträda med påföljande plöjning har gett resultat på att minska förekomsten av åkermolke. Efter att ha gjort dessa kontrollåtgärder och om problemet finns kvar kan sista utväg vara att tillämpa kemisk bekämpning.

## Förväxlingsart
Underarten kalmolke, Sonchus glabrecens (Wimm. & Grab.) ska ej förväxlas med den namnliknande kålmolke, Sonchus oleraceus. Även kan en förväxling ske med maskros men som till skillnad från åkermolke har blad som är glatta.

## Habitat
Åkermolke är i Sverige vanlig i Götaland och Svealand, mindre vanlig i Norrland. Vanlig i stora delar av Europa och vidare ett stycke österut i Asien. Den förekommer i ett smalt bälte i norra USA, men är inte ursprunglig där. 

### Utbredningskartor
- Norden
- Norra halvklotet

## Biotop
Vanliga växtplatser är odlad jordbruksmark och vägkanter. Trivs bäst på näringsrika mineraljordar. Troligen ursprunglig på havsstränder.

## Bygdemål
| Namn         | Trakt    | Ref.  | Förklaring                                                             |
| ------------ | -------- | ----- | ---------------------------------------------------------------------- |
| Fettistel    | Skåne    | [ 5 ] |                                                                        |
| Gaddatistel  | Blekinge |       |                                                                        |
| Gortistel    |          |       |                                                                        |
| Gultistel    |          | [ 6 ] |                                                                        |
| Klappermolke |          |       | Steniga havsstränder var. maritimus                                    |
| Mjölktistel  |          |       | Kan även avse kålmolke, Sonchus oleraceus och svinmolke, Sonchus asper |

Ändelsen ‑tistel hör bygdemålet till, men är oegentlig, eftersom åkermolke inte tillhör tistelsläktet. 1897 bestämdes att ändelsen i stället skall vara ‑molke.

## Giftverkan
Åkermolke är oönskad som foderväxt: Får och nötkreatur, som betat åkermolke har visat förlamningssymptom.

## Etymologi
Sonchus är en latinisering av släktets namn på grekiska, sonchos, vilket tros ha ursprung i grekiska orden soos = säker, trygg och echein = att ha. Sonchos skulle alltså kunna tolkas ungefärligen som "bra att ha" med anledning av den hälsosamma saften.
Arvensis härleds från latin arvum = åker, med anledning av den vanliga växtplatsen.